# Clare Peploe
Clare Peploe (20 d'octubre de 1941 - 23 de juny de 2021) va ser una guionista productora i directora de cinema italo-britànica.

## Biografia
Peploe va néixer a Tanzània però va créixer al Regne Unit i Itàlia. William Peploe, el seu pare, treballava com a funcionari abans de convertir-se en marxant d'art i després director de la Lefevre Gallery de Londres. Clotilde Brewster Peploe, la seva mare, era una artista. l seu germà petit és el guionista i director Mark Peploe.
Peploe va estudiar a la Sorbona i a la Universitat de Perusa.
Peploe va debutar com a director amb el curtmetratge còmic Couples and Robbers (1981), produït per Christine Oestreicher, que va rebre nominacions als Oscar i al BAFTA. La ressenya de Richard Roud al Guardian Weekly va elogiar el seu càsting i la direcció dels actors; esperava que el finançament estigués disponible per a un llargmetratge, però al llarg de la seva carrera va lluitar per aconseguir finançament, i finalment es va adonar que estar casada amb un cineasta famós, Bernardo Bertolucci, era més un obstacle que una ajuda.
Les seves pel·lícules van barrejar gèneres i van atreure actors coneguts, per exemple, Jacqueline Bisset, Irene Papas, Kenneth Branagh, Bridget Fonda i Russell Crowe. El seu tercer llargmetratge, El triomf de l'amor, va competir a la 58a Mostra Internacional de Cinema de Venècia de 2001 i va ser nominada pel Lleó d'Or. Es basava en una obra teatral francesa del segle XVIII de Pierre de Marivaux, i incloïa Ben Kingsley i Mira Sorvino al seu repartiment.
A Peploe se li atribueix la co-escritura de la pel·lícula de culte de 1970 Zabriskie Point amb Michelangelo Antonioni i altres. Abans de casar-se amb Bertolucci, Peploe va treballar com a ajudant de direcció en el seu 1900 el 1976, tot i que quan dirigia les seves pròpies pel·lícules el va prohibir dels seus platós perquè intimidava el seu equip. Com a guionista, va col·laborar sovint amb ell. El seu germà Mark va coescriure L'últim emperador de Bertolucci (1987), per a la qual els dos homes van compartir un Oscar de guió.
Peploe va morir a Roma el 23 de juny de 2021, als 79 anys.

## Obress

### Guionista
- Zabriskie Point (1970)
- La lluna (1979)
- Encanteri a la ruta maia (1995)
- L'assedio (1998)
- El triomf de l'amor (2001)

### Director
- Couples and Robbers (1981)
- High Season (1987)
- Encanteri a la ruta maia (1995)
- El triomf de l'amor (2001)